# Pilotrichum asperifolium
Pilotrichum asperifolium är en bladmossart som beskrevs av Mitten 1869. Pilotrichum asperifolium ingår i släktet Pilotrichum och familjen Daltoniaceae. Inga underarter finns listade i Catalogue of Life.